# Droga wojewódzka 567
Die Droga wojewódzka 567 (DW 567) ist eine 29 Kilometer lange Droga wojewódzka (Woiwodschaftsstraße) in der polnischen Woiwodschaft Masowien, die Płock mit Góra verbindet. Die Strecke liegt in der kreisfreien Stadt Płock und im Powiat Płocki.

## Streckenverlauf
Woiwodschaft Masowien, Kreisfreie Stadt Płock
-  Płock (Plock, Plotzk, Plozk) (DK 60, DK 62, DW 559, DW 562, DW 564, DW 575)
- Nowe Boryszewo
- Rogozino
- Ślepkowo Szlacheckie

Woiwodschaft Masowien, Powiat Płocki
-  Ciółkowo (DW 568)
- Woźniki-Paklewy
- Opatówiec
- Staroźreby
- Worowice-Wyroby
-  Góra (DK 10)